# Taha Basry
Taha Basry Mokhtar (ar. طه بصرى; ur. 2 października 1946 w Al-Kaljubijji – zm. 2 kwietnia 2014) – egipski piłkarz grający na pozycji pomocnika. W swojej karierze grał w reprezentacji Egiptu.

## Kariera klubowa
Swoją karierę Basry rozpoczął w klubie Zamalek SC, w którym zadebiutował w 1967 roku. Grał w nim do 1970 roku. Wtedy też przeszedł do Al-Arabi Kuwejt. W sezonie 1970/1971 zdobył z nim Puchar Kuwejtu. W 1974 roku wrócił do Zamaleku. w sezonie 1977/1978 został z nim mistrzem kraju. Zdobył z nim też dwa Puchary Egiptu w sezonach 1974/1975 i 1976/1977. W latach 1978–1981 ponownie grał w Al-Arabi Kuwejt, w którym zakończył karierę. W sezonie 1979/1980 został z nim mistrzem Kuwejtu, a w sezonie 1980/1981 zdobył Puchar Kuwejtu.

## Kariera reprezentacyjna
W reprezentacji Egiptu Basry zadebiutował w 1969 roku. W 1970 roku powołano go do kadry na Puchar Narodów Afryki 1970. Wystąpił w nim w pięciu meczach: grupowych z Gwineą (4:1), w którym strzelił gola, z Ghaną (1:1) i z Zairem (1:0), w półfinałowym z Sudanem (1:2 po dogrywce) i o 3. miejsce z Wybrzeżem Kości Słoniowej (3:1). Z Egiptem zajął 3. miejsce.
W 1974 roku Basry'ego powołano do kadry Egiptu na Puchar Narodów Afryki 1974. Zagrał w nim w trzech meczach: grupowych z Ugandą (2:1) i z Zambią (3:1), w którym strzelił gola oraz o 3. miejsce z Kongiem (4:0). Z Egiptem ponownie zajął 3. miejsce.
W 1976 roku Basry był w kadrze Egiptu na Puchar Narodów Afryki 1976. Na tym turnieju rozegrał sześć meczów: grupowe z Gwineą (1:1), w którym strzelił gola, z Ugandą (2:1), w którym strzelił gola i z Etiopią (1:1) oraz w fazie finałowej z Marokiem (1:2), z Gwineą (2:4) i z Nigerią (2:3). Z Egiptem zajął w nim 4. miejsce. W kadrze narodowej grał do 1976 roku.